# RRAM
Резистивна пам'ять з довільним доступом (RRAM, ReRAM, Resistive random-access memory) — енергонезалежна пам'ять, яку розробляють декілька компаній. Вже є патентовані версії ReRAM. Технологія має деяку схожість з CBRAM і PRAM.
У лютому 2012 Rambus купила (поглинула) компанію виробника ReRAM під назвою Unity Semiconductor за 35 млн доларів.

## Принцип роботи
Основна ідея полягає в тому, що діелектрики, які в нормальному стані мають дуже високий опір, після прикладання досить високої напруги можуть сформувати всередині себе провідні нитки низького опору, і, по суті, перетворитися з діелектрика на провідник. Ці провідні нитки можуть утворюватися за допомогою різних механізмів. Прикладанням відповідних рівнів напруги провідні нитки можна як зруйнувати (і матеріал знову стане діелектриком), так і сформувати знову (і матеріал знову стане провідником).
Є кілька варіантів перемикання станів. Перший з них вимагає одної полярності напруги для операцій перемикання з низького на високий рівень опору (операція скидання біта), і протилежної полярності для операцій перемикання з високого на низький рівень опору (операція встановлення біта). Цей варіант називають біполярним перемиканням. Існує також однополярне перемикання, коли обидві операції (і скидання, і встановлення біта) вимагають напруги однієї полярності, але різної величини.
Другий метод класифікації — за типом провідної ділянки. В деяких випадках під час перемикання формуються кілька тонких ниток, причому тільки деякі з них перебувають у провідному стані. Інші варіанти перемикання формують гомогенні (однорідні) зони замість ниток. Причому в обох випадках ділянки провідності можуть як формуватись на всій відстані між електродами, так і концентруватись поблизу електрода.
Тобто матеріал, по суті, є керованим постійним резистором з перемиканням двох або більше рівнів опору. Читається інформація за допомогою прикладання до одного кінця резистора деякої низької напруги і вимірювання рівня напруги на другом кінці. У випадку з двома рівнями напруги резистор можна розглядати як керовану перемичку — при логічній 1 на вході на виході або 1 (напруга достатня для розпізнавання як логічна одиниця, наприклад понад 3 В) або 0 (напруга недостатня для розпізнавання як логічна одиниця, наприклад менше 2,5 В).
Комірки пам'яті можна з'єднати з лініями даних у кристалі трьома способами: безпосередньо, через діоди і через транзистори.
Комірки пам'яті збираються в класичну матрицю з рядками та стовпцями (і шарами, для багатошарової пам'яті), при цьому керування кожною конкретною коміркою здійснюється прикладанням напруги до певного стовпця і певного рядка, на перетині яких вона лежить. Оскільки не всі комірки мають максимальну напругу (деякі з них перемкнуті в провідний стан, деякі ні — це ж пам'ять), ця конфігурація зазнаватиме значних струмів витоку, які протікають через сусідні (не вибрані) комірки, котрі перебувають у провідному стані, що дуже утруднює оцінку напруги вибраної комірки, тому швидкість читання буде відносно малою. Для покращення ситуації можна додати додаткові вибиральні елементи, але вони потребують додаткової напруги та потужності. Наприклад діоди, увімкнені послідовно з комірками, можуть значно мінімізувати струми витоків завдяки у декілька разів збільшеному зміщенню паразитних шляхів витоку відносно цільової (наприклад пряме зміщення кремнієвого діода дорівнює 0,6 В, а зміщення найкоротшого паразитного шляху в двовимірній і тривимірній матрицях, складених із трьох таких діодів, становитиме 1,8 В. Якщо напругу зчитування встановити в межах 0,8..1,5 В, то читання комірки пройде успішно і без перешкод), причому діоди можна вбудувати в основу комірки пам'яті (комірка з кремнію, підключена до металевих ліній рядків і стовпців, у точці з'єднання металу і кремнію можна створити діод), не забираючи додаткового місця в кристалі. Зрештою кожна комірка може містити транзистор (в ідеалі МОП-транзистор), що повністю виключить паразитні струми витоку, дозволивши легко і швидко вибирати конкретну комірку і без перешкод читати її стан, що тільки збільшить швидкість читання пам'яті, але транзистори зажадають для себе додаткового місця у кристалі та додаткових керувальних ліній.
Для пам'яті з довільним доступом із топологією матриці краще транзистори, але діоди можуть відкрити шлях до накладання декількох шарів пам'яті один на одного, що дозволить отримати тривимірне надщільне пакування з багатьма шарами (з адресою виду x, y, z), і відповідно надмісткі модулі пам'яті, що ідеально для пристроїв зберігання. Перемикальний механізм (селектор рядків, стовпців і шарів) може бути багатовимірним і багатоканальним, і працювати з кількома шарами одночасно і незалежно.

## Шляхи поліпшення резистивної пам'яті
Співробітники Каліфорнійського університету у Ріверсайді (США) запропонували 2013 року використати замість діодів, як селектор, самоорганізовувані наноострівці оксиду цинку.
Дослідники з МФТІ розробляють технології створення багатошарових ReRAM масивів (за аналогією з 3D NAND).